# Jérôme Bellanca
Pour les articles homonymes, voir Bellanca.
Jérôme Bellanca est un athlète français né le 25 septembre 1977, spécialiste de l’ultrafond.
Il a notamment gagné les championnats de France du 100 km en 2013, 2015, 2017 et 2019, et terminé 8e aux championnats du monde du 100 km en 2015 à Winschoten.

## Biographie
Né à Toulouse, Jérôme Bellanca débute tardivement l’athlétisme, à l’âge de 23 ans, après avoir pratiqué le handball étant adolescent. En 2002, sans entraîneur, il découvre le semi-marathon puis le marathon (2 h 41 min 6 s à Albi), avant de se blesser et disparaître de la scène athlétique pendant 4 ans. Une reprise en solo 2007 l’encourage à intégrer un club. Il prend sa première licence FFA au Blagnac Sporting Club en avril 2008 (31 ans) et s’entraîne sous la houlette d’Ali Belkacem (2 h 18 min 56 s au marathon). Dès 2010, il effectue son retour sur marathon avec d'entrée un chrono probant de 2 h 26 min 22 s à Toulouse. En 2012, il confirme et améliore son record personnel en réalisant 2 h 23 min 58 s à Paris soit le 22e temps du bilan français cette année-là. Mais son objectif est le 100 km. 
« Il faut aimer l’effort d’endurance en lui-même. Au bout d’un certain temps, on est bien dans sa foulée, les kilomètres défilent et on ne s’en rend même plus compte », confie-t-il au journal Le Monde en novembre 2014. 
Pour son premier, il choisit le 100 km à Belvès, lieu des championnats de France 2013 et des championnats d’Europe de la discipline. Il termine premier Français (champion de France en 6 h 53 min 35 s) et deuxième de la course, mais n’est pas classé dans le championnat européen faute de temps d’engagement . Jérôme Bellanca confirme ses prédispositions sur la distance en s’imposant cinq mois et demi plus tard à Amiens en 6 h 47 min 41 s, abaissant son chrono de 5 min. À la suite de ces débuts fracassants, il obtient une sélection internationale pour les mondiaux organisés à Doha en 2014. La course ne se passe pas aussi bien que sa préparation et il finit douloureusement à la 29e position en 7 h 23 min 5 s.
Il remporte les championnats de France en 2015 à Chavagnes-en-Paillers,, puis termine 8e des championnats du monde de 100 km en battant son propre record personnel et midi-pyrénéen en 6 h 43 min 41 s, et obtient la médaille de bronze par équipe.
L'année 2016 est un peu plus délicate pour le double champion de France du 100 km. Désireux de retrouver de la vitesse sur des distances inférieures, il participe au marathon de Paris qu'il boucle en 2 h 30 min 57 s, gêné par des problèmes gastriques récurrents. Il remporte deux mois plus tard son premier Maraisthon de Coulon en 2 h 35 min 1 s. Sélectionné pour les Mondiaux de 100 km organisés à Los Alcazares en Espagne, il est contraint à l'abandon en raison d'une blessure au genou.
2017 signe le retour au premier plan de Jérôme Bellanca qui remporte son troisième titre de champion de France de 100 km à Cléder, en Bretagne en 7 h 13 min 28 s. Il clôt d'ailleurs 2017 en beauté en accrochant le prestigieux 100 km de Millau à son palmarès en signant un chrono de 7 h 4 min 1 s, soit la huitième performance de tous les temps sur ce parcours exigeant. 

## Palmarès
- Champion de France du 100 km 2019 en 6 h 48 min 51 s à Amiens[16],[17]
- Champion de France du 100 km 2017 en 7 h 13 min 28 s à Cléder[14]
- Champion de France du 100 km 2015 en 6 h 43 min 45 s à Chavagnes-en-Paillers[8],[9]
- Champion de France du 100 km 2013 en 6 h 53 min 35 s à Belvès[4]
- 29e des Championnats du monde du 100 km 2014 en 7 h 23 min 5 s à Doha[7]
- 8e des Championnats du monde du 100 km 2015 en 6 h 43 min 41 s à Winschoten[10]
- Vainqueur du 100 km d’Amiens 2013 en 6 h 47 min 41 s[18]
- Vainqueur du 100 km de Millau 2017 en 7 h 0 min 1 s[19],[15]
- Marathon de Coulon, le "Maraisthon" 2016 en 2 h 35 min 1 s[20] et en 2017 en 2 h 37 min 55 s[21]
- Marathon des Oussailles (Saint-Girons) 2014 en 2 h 27 min 47 s et 2017 en 2 h 38 min 24 s[22]
- Marathon de Montauban 2013 en 2 h 40 min 26 s[23]
- Marathon de Tarbes 2012 en 2 h 33 min 44 s[24]

## Records personnels
Statistiques de Jérôme Bellanca d'après la Fédération française d'athlétisme (FFA) :
- 3 000 m : 9 min 37 s 21 en 2018
- 5 000 m : 16 min 1 s 02 en 2011
- 10 000 m : 33 min 27 s 39 en 2009
- 10 km route : 32 min 20 s en 2011
- Semi-marathon 1 h 8 min 32 s en 2012
- Marathon : 2 h 23 min 58 s en 2012
- 50 km route : 3 h 15 min 28 s aux championnats du monde IAU des 100 km de Winschoten en 2015 (50 km split)[26]
- 100 km route : 6 h 43 min 41 s aux championnats du monde IAU des 100 km de Winschoten  en 2015[26]